# Бель-Гейвен (округ Фейрфакс, Вірджинія)
Бель-Гейвен (англ. Belle Haven) — переписна місцевість (CDP) в США, в окрузі Ферфакс штату Вірджинія. Населення — 6851 особа (2020).

## Географія
Бель-Гейвен розташований за координатами 38°46′39″ пн. ш. 77°3′28″ зх. д. / 38.77750° пн. ш. 77.05778° зх. д. (38.777451, -77.057768).  За даними Бюро перепису населення США в 2010 році переписна місцевість мала площу 7,43 км², з яких 5,13 км² — суходіл та 2,30 км² — водойми.

## Демографія
Згідно з переписом 2010 року, у переписній місцевості мешкало 6518 осіб у 3077 домогосподарствах у складі 1610 родин. Густота населення становила 877 осіб/км².  Було 3240 помешкань (436/км²).
Расовий склад населення:
| - 82,8 % — білих - 7,0 % — чорних або афроамериканців - 3,5 % — азіатів - 0,2 % — вихідців з тихоокеанських островів - 0,2 % — корінних американців - 3,5 % — осіб інших рас |

До двох чи більше рас належало 2,8 %. Частка іспаномовних становила 11,8 % від усіх жителів.
За віковим діапазоном населення розподілялося таким чином: 19,6 % — особи молодші 18 років, 66,6 % — особи у віці 18—64 років, 13,8 % — особи у віці 65 років та старші. Медіана віку мешканця становила 42,0 року. На 100 осіб жіночої статі у переписній місцевості припадало 89,2 чоловіків;  на 100 жінок у віці від 18 років та старших — 84,8 чоловіків також старших 18 років.
Середній дохід на одне домашнє господарство  становив 146 877 доларів США (медіана — 107 578), а середній дохід на одну сім'ю — 192 395 доларів (медіана — 141 219). Медіана доходів становила 90 351 долар для чоловіків та 70 216 доларів для жінок. За межею бідності перебувало 8,7 % осіб, у тому числі 9,3 % дітей у віці до 18 років та 8,5 % осіб у віці 65 років та старших.
Цивільне працевлаштоване населення становило 3561 осіб. Основні галузі зайнятості: науковці, спеціалісти, менеджери — 24,6 %, публічна адміністрація — 17,9 %, освіта, охорона здоров'я та соціальна допомога — 15,2 %.